# František Václav Pštross
František Václav Pštross (14. března 1823, Praha – 12. června 1863, tamtéž) byl český podnikatel a politik, purkmistr Prahy od roku 1861 až do své smrti.

## Život
Byl synem koželuha a známého pražského komunálního politika Františka Pštrosse. Vystudoval piaristické gymnázium a od roku 1842 se zapojil do rodinného podniku.
Roku 1848 byl zvolen do pražského zastupitelstva, brzy ale musel z funkce odstoupit kvůli nízkému věku (nebylo mu ještě 30 let).
V roce 1852 absolvoval studijní cestu po západní Evropě a po návratu založil na Novém Městě továrnu na zpracování kůží. Roku 1850 se stal členem obchodní a průmyslové komory v Praze, roku 1856 místopředsedou a nakonec 1858 předsedou. Tuto funkci zastával jen asi rok, ale i poté zůstal aktivním členem vedení komory. Získal si velký respekt zejména u řemeslníků, jejichž zájmy prosazoval.
V městských volbách roku 1861 zvítězili čeští liberálové, čímž skončilo období německé nadvlády nad Prahou, a Pštross byl zvolen purkmistrem. Za jeho působení byla čeština uzákoněna jako jednací řeč radnice, hlavní vyučovací jazyk pražských škol a dobrá znalost češtiny se stala podmínkou pro přijetí zaměstnanců radnice. Pražská radnice se tak stala hlavním neoficiálním reprezentantem českých národních snah. S jeho přičiněním byla roku 1863 založena Vyšší dívčí škola a do městských škol se zavedla čeština. Roku 1862 zahájilo činnost Prozatímní divadlo Modernizačním snahám ale padla za oběť historická Krocínova kašna na Staroměstském náměstí.
František Václav Pštross zemřel v úřadě na zánět mozkových blan ve věku 40 let. Je po něm pojmenována Pštrossova ulice v Praze, v níž se narodil.
V srpnu 1845 se oženil s Karolínou Feiglovou (1823–1854), dcerou truhláře. Z manželství vzešlo šest dětí.
- František (1846–1871)
- Olga (1847–1914), provdaná Brabetzová
- Božena (1848–1901), provdaná Brechlerová z Troskovic
- Jaroslav (1850–1913)
- Hedvika (1851–1904), provdaná Löfflerová
- Zdeňka (1853–1923), provdaná Kheilová

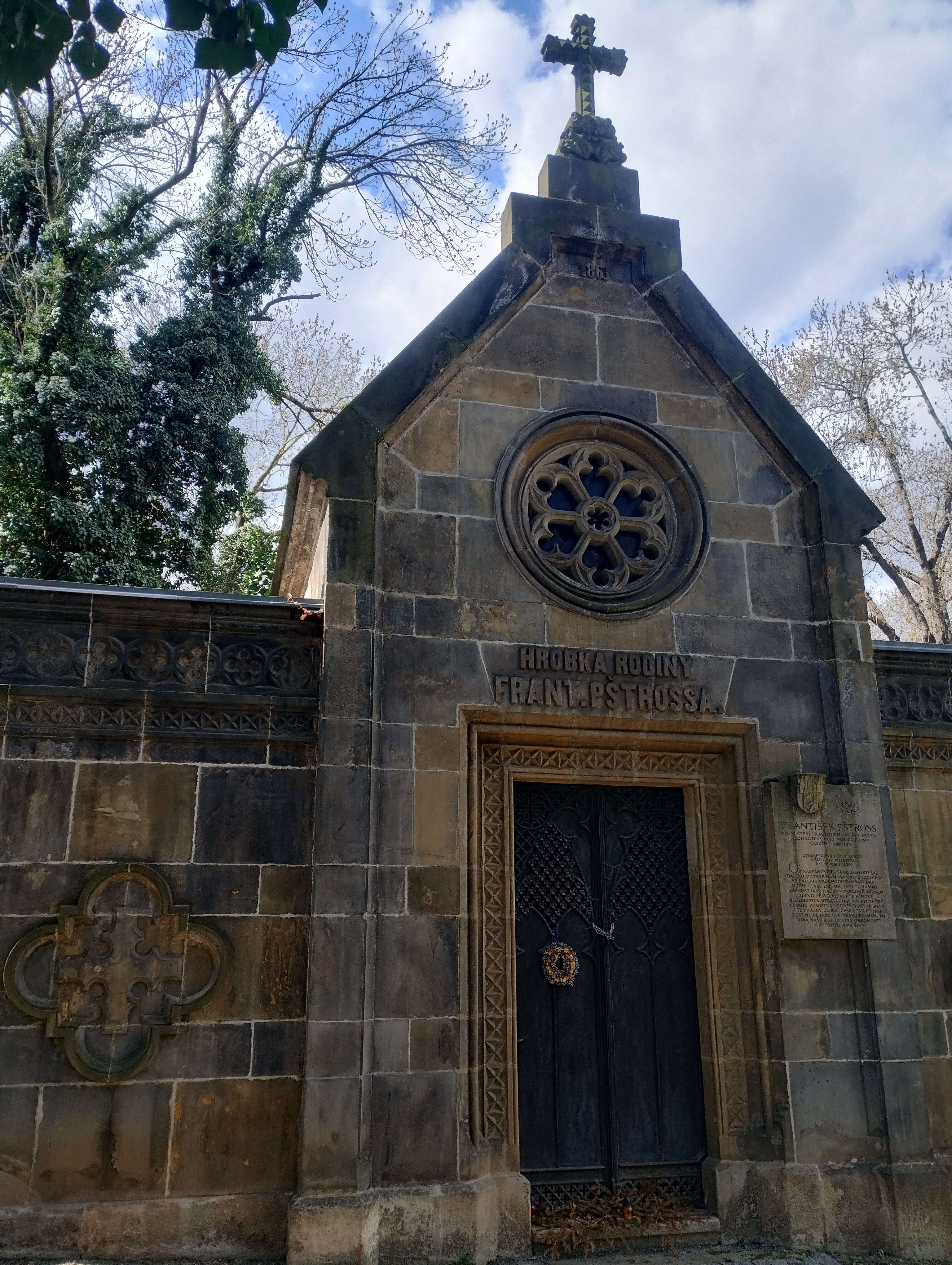
Hrobka rodiny Františka Pštrossa na Olšanských hřbitovech
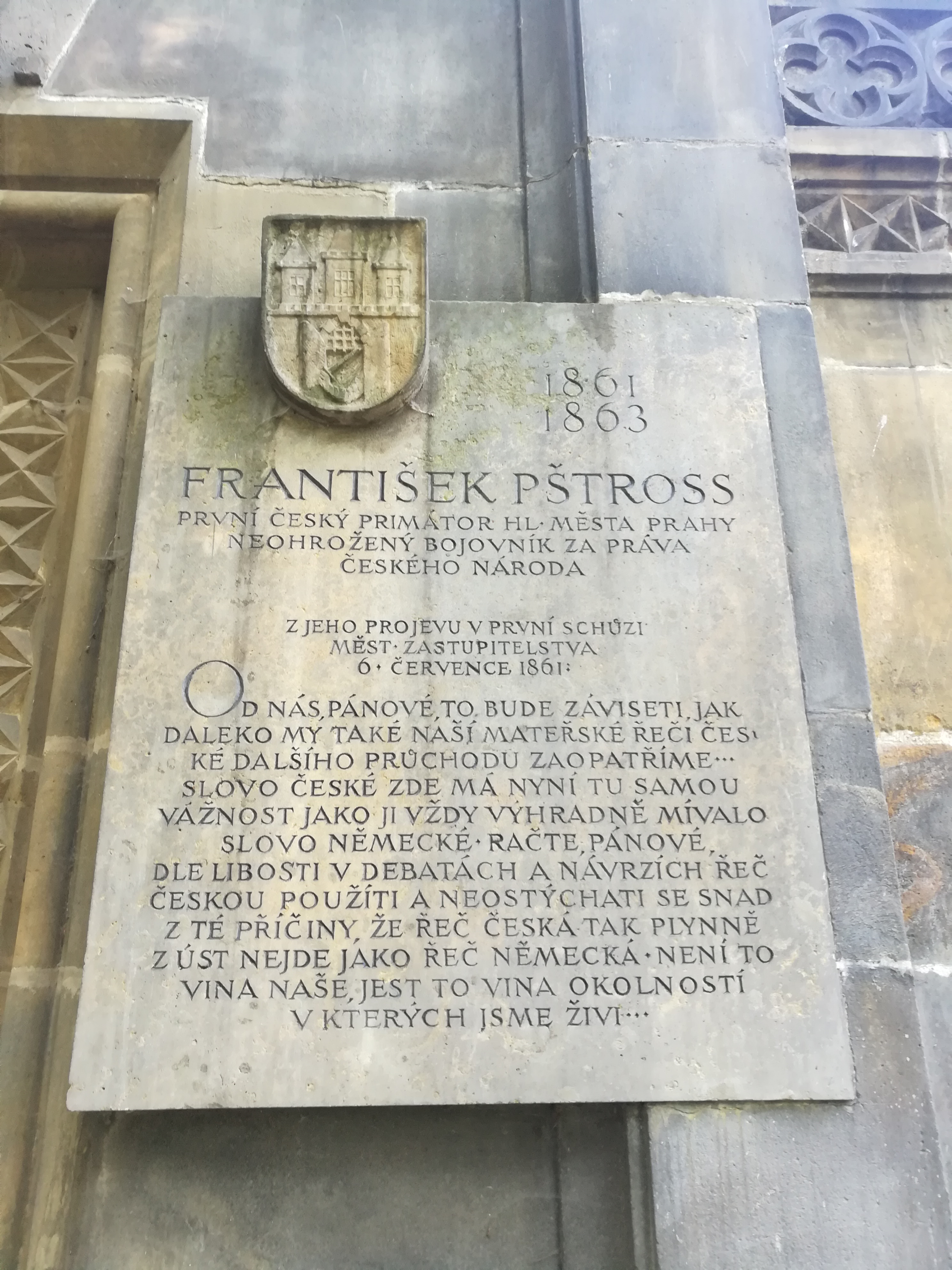
Deska na hrobce rodiny Františka Pštrossa